# Glitch umjetnost
Glitch umjetnost je praksa korištenja digitalnih ili analognih grešaka u estetske svrhe, ili kvarenja digitalnih podataka, uključujući fizičko manipuliranje elektroničkim komponentama u umjetničke svrhe.

## Povijest pojma
U tehničkom smislu, glitch - neočekivani rezultat neispravnosti, koja se posebno javlja u softveru, video-igrama, slikama, videima, glazbi i drugim digitalnim artefaktima. Rani primjeri glitch umjetnosti koji se koriste u medijskoj umjetnosti uključuju Digital TV Dinner (1978.) koji su stvorili Jamie Fenton i Raul Zaritsky, s glitchanom zvučnom pozadinom od Dicka Ainswortha. Taj video je napravljen manipulacijom Bally igraće konzole i zapisivanjem rezultata na videovrpcu. Prethodnici uključuju primjere mehaničkih i digitalnih šumova u likovnoj umjetnosti, kao što su A Colour Box (1935.) redatelja Lena Lyea, MagnetTV (1965.) Nam June Paik i Panasonic TH-42PWD8UK Plazma Screen Burn (2007.) Cory Arcangel.
Pojam glitch postao je povezan s glazbom, sredinom 90-ih i opisivao je žanr eksperimentalne/noise/elektronike (vidi glitch glazba). Ubrzo nakon toga, VJ-i i drugih umjetnici su počeli pokrivati glitch kao estetiku digitalnog doba, glitch-art je postao označavati cijeli grupa likovne umjetnosti.

## Metode
Glitch art je kreiran ili kroz "hvatanje" slike greške dok se slučajno dogodi, ili češće, namjerno, kada umjetnik manipulira digitalne zapise na način da izazove grešku. Postoje brojni pristupi kako se te greške namjerno mogu izazvati, počevši od fizičke promjene u hardveru do izravnog mijenjanja digitalnih datoteka.
- Datamoshing - se odnosi na manipulacije podataka video i foto datoteka za estetsku svrhu.[4] Alati obično korišteni za ovu tehniku uključuju Audacity, Avidemux, i WordPad. Datamoshing je najčešća metoda za postizanje glitch umjetnosti. U slučaju videa, to uključuje manipulaciju okvira različitih tipova: Datamoshing uključuje uklanjanje kodiranih video I-okvira (intra-kodirane slike, nazivaju se ključni okviri iz videa, koji ne zahtijevaju nikakve informacije o drugim okvirima, da budu dekodirani), ostavljajući samo p-okvire (predviđene slike) ili B- (Bi-prediktivno sliku) okvire. P-okviri sadrže informacije za predviđanje promjena slike između trenutne i prethodne slike, i B-okviri sadrže podatke za predviđanje razlike slika između prošlih, trenutnih i sljedećih okvira. Budući da P- i B-okviri koriste podatke iz prethodnih okvira i sljedećih okvira, oni su više komprimirani, nego I-okviri.
- Circuit bending - se odnosi na manipulacije i postavljanja žica i strujnih krugova u elektroničkim uređajima s ciljem postizanja novih zvukova i vizualnih efekata. Na primjer, oštećenjem unutarnjih dijelova VHS playera, možete postići različite šarene vizualne slika.
- 3D model glitching- novi tip glitch umjetnosti, koji označava namjerno mijenjanje koda u 3D animacijskim programima, što dovodi do izobličenja i apstraktne slike 3D virtualne realnosti, modela i čak i 3D tiskanih objekata.

## U Hrvatskoj

### Format C
Format C je neprofitna umjetnička organizacija sa sjedištem u Zagrebu koja djeluje na području likovnog i multimedijalnog umjetničkog stvaralaštva. Članica je Saveza udruga Klubtura, a osnovana je 2014. godine. Udruga je orijentirana prema novomedijskom umjetničkom eksperimentu i neprofitnom kulturnom stvaralaštvu.

### Festivali
- /’fu:bar/ je godišnji festival koji je fokusiran na elektroničke eksperimente i istraživanja u području suvremene digitalne umjetnosti i teorije s temom greške. Održava se u listopadu. Popratni partnerski programi su u ostatku godine u formatu umjetničkih rezidencija, edukacijskog programa, video prikazivanja, skupnih izložbi te otvorene arhive. Prva izložba u ovom programu održana je od 21. svibnja do 24. svibnja 2015. godine u Galeriji Siva u AKC Attack-u u Zagrebu.[7] Godine 2021. održan je sedmi po redu festival /’fu:bar/.[8] Na dan 3. studenog 2017. godine u sklopu festivala /’fu:bar/ u Galeriji Siva u Zagrebu otvorena je skupna izložba s temom hipermedijskih autonomnih kustoskih arhiva recentne hrvatske i međunarodne umjetnosti u nemapiranim, distribuiranim područjima interneta.[9] Osma inačica /’fu:bar/ festivala održana je u prostoru zagrebačkog kulturnog kluba MaMa kao i na mrežnoj stranici festivala.[10]